# Olga Gouriakova
Olga Nikolaïevna Gouriakova (en russe : Ольга Николаевна Гуряко́ва), née le 14 avril 1971 à Novokouznetsk, est une chanteuse lyrique russe, soprano.

## Biographie
Diplômée du conservatoire Tchaïkovski (classe d'Irina Maslennikova), en 1994, elle intègre la compagnie du Théâtre musical Stanislavski et Nemirovitch-Dantchenko de Moscou. Elle y joue notamment les rôles de Tatyana (Eugène Oneguine), Mimi (La Bohème), Desdemona (Otello), Thais (Thaïs), Micaela (Carmen), Elvira (Ernani), Gorislava (Rouslan et Ludmila) et Militrisa (Le Conte du tsar Saltan, Rimski-Korsakov). Elle participe aux festivals de Ludwigsburg et du Schleswig-Holstein, en Allemagne. Elle joue souvent le War Requiem de Britten sous la direction de Rostropovitch. Elle fait ses débuts aux États-Unis en 1998 au Met en chantant María de Mazeppa (Tchaïkovski) sous la direction de Guerguiev. Elle joue au Carnegie Hall le rôle de Iolanta (1998) et de Desdemona à nouveau avec Guerguiev à Francfort et à Rimini. En 2000, on la retrouve dans le rôle de Natacha Rostova dans Guerre et Paix de Prokofiev mise en scène par Francesca Zambello à l'Opéra Bastille, aux côtés de Nathan Gunn qui incarne le prince Bolkonski,. À La Scala, elle chante à nouveau Maria de Mazeppa (Tchaïkovski) sous la direction du maestro Rostropovitch et en 2005 au festival de Salzbourg avec Guerguiev. En 2012, Lev Dodine lui offre le rôle de Lisa dans son adaptation de La Dame de pique représentée à l'Opéra Bastille,.